# This Will Destroy You
This Will Destroy You is een Amerikaanse post-rockband. De band speelt instrumentale muziek.

## Geschiedenis
De band begon in 2005 en bracht in 2006 een kort album getiteld Young Mountain uit, die oorspronkelijk als demo was bedoeld. Deze kreeg zeer positieve kritieken.
Hierna begon de band met de opnamen voor hun debuutalbum, This Will Destroy You, in 2007. Dit album werd begin 2008 uitgebracht onder hetzelfde platenlabel, Magic Bullet Records.
Ze brachten ook een split-ep uit, Field Studies uit januari 2009, samen met de band Lymbyk Systym. De ep bevat twee nummers van This Will Destroy You, namelijk "Brutalism and the Worship of the Machine" en "Freedom Blade".
Op 10 augustus 2010 bracht de band een tweenummerige 12 inch-ep uit getiteld Moving on the Edges of Things gevolgd door een 7 inch-single "Communal Blood" in december datzelfde jaar. Dit is de eerste single van de band en het was afkomstig van het album Tunnel Blanket. In september 2010 speelde de band op het Incubatefestival te Tilburg.

## Discografie

### Albums
- Young Mountain (2006)
- This Will Destroy You (2008)
- Tunnel Blanket (2011)
- Live in Reykjavik, Iceland (2013)
- Another Language (2014)
- New Others Part One (2018)
- New Others Part Two (2018)

### Ep's
- Field Studies (met Lymbyc Systym) (2009)
- Moving on the Edges of Things (2010)

### Singles
- Communal Blood (2010)
- Dustism (2014)
- Invitation (2014)
- Kitchen (2017)
- The Puritan (2017)
- Escape Angle (2018)
- Go Away Closer (2018)

## Bijzonderheden
- Het nummer "There are Some Remedies Worse than the Disease" is te horen in de trailer van de film The Taking of Pelham 123
- Het nummer "Quiet" is te horen in de trailer van de film William Kunstler: Disturbing the Universe
- Het nummer "I Believe in Your Victory" kan men horen in een televisie reclame uit 2009 voor New Balance Television
- Het nummer "Burial on the Presidio Banks" is de horen in de laatste scene van de aflevering "Flight Risk" uit de serie CSI: Miami